# Наржимский, Иосиф
Иосиф (Юзеф) Наржимский (пол. Józef Narzymski; 8 февраля 1839, с. Радзики Мале — 5 июля 1872) — польский драматург, прозаик, публицист и журналист, переводчик. Участник январского восстания 1863 года.

## Биография
Происходил из знатной шляхетской семьи. До начала восстания принимал активное участие в заговоре и политических демонстрациях.
Польский повстанец 1863 г. Был членом Национального правительства (Жонд народовы), возникшего в ходе польского восстания в январе 1863 года.
После подавления восстания — эмигрировал. Жил в Париже и Дрездене, в 1868 году вернулся в Польшу и поселился в Кракове (тогда Австрийская империя).
Болея туберкулёзом, в 1871 году отправился в Италию для лечение. Умер в возрасте 33 лет во время возвращения на родину.

## Творчество
Как журналист в 1861 году начал помещать статьи о романтической поэзии в варшавских изданиях «Tygodnik Ilustrowany», «Gazeta Warszawska» .
Первые литературные опыты («Wielki czlowiek powiatowy», «Niekomiczna komedya»), написанные в период скитаний, не пользовались особой популярностью. Репутацию выдающегося драматурга создали ему две комедии: «Epidemia» и «Pozytywni». В первой автор изобразил эпидемию биржевой лихорадки, которая широкой волной разлилась в начале 1870-х гг. в Галиции; вторая посвящена разладу «отцов и детей». Идеальному старшему поколению И. Наржимский противопоставляет холодную и бездушную современную молодежь. Зарождение «станчиков» послужило для автора поводом дать в художественной форме параллель между «благоразумной» программой неоконсерваторов и благородными порывами старшего поколения.
В свои комедии И. Наржимский вводит много лишних персонажей, нужных ему для изложения, в разговорах, его общественно-политических воззрений, и тем замедляет ход пьесы. Стиль несколько сухой.
Кроме того, он автор повестей («Trzy mesiące», «Ojczym» и др.), публицистических исследований («Jak Austrya ocalić się moźe», «Historyja teatrów w Polsce»), переводил с французского, был театральным критиком.

## Избранные произведения
- 1861 — Wielki człowiek powiatowy
- 1863 — Niekomiczna komedia
- 1869 — Emigrant w Galicji
- 1869 — Poświęcenia
- 1871 — Epidemia (драма)
- 1872 — Pozytywni
- 1873 — Ojczym
- 1873 — Trzy miesiące